# Niezależność od alternatyw niezwiązanych
Niezależność od alternatyw niezwiązanych (ang. independence of irrelevant alternatives, IIA) – w teorii wyboru społecznego, cecha metod głosowania, która opisuje czy wybór zwycięskiej alternatywy jest niezależny od niezwiązanych z nią zmian poparcia wśród innych opcji.

## Historia
Możliwość wpływu nieadekwatnych zmian preferencji na wynik głosowania w kontekście krytyki metody Bordy zauważył już Condorcet, mimochodem w Essai sur l’application de l’analyse à la probabilité des décisions rendues à la pluralité des voix z 1785, i w Essai sur la Constitution et les fonctions des Assemblées provinciales z 1788. Zagadnienie poruszył wprost także Daunou w polemice m.in. z Laplacem z 1803 – w okresie gdy na życzenie Napoleona francuskie instytucje rezygnowały ze stosowania metody Bordy. Te argumenty pozostały, w ocenie McLeana, praktycznie przeoczone przez następne półtora wieku. Kryterium wykorzystano ponownie m.in. w tekstach Huntingtona z 1938 i – w nieco odmiennym znaczeniu – Nasha z 1950. Jego współczesną nazwę, i sens najczęściej przyjmowany w teorii wyboru społecznego, wprowadziła praca Social Choice and Individual Values Arrowa z 1951. Subtelne różnice między wersją Nasha i Arrowa były okazjonalnie powodem konfuzji.

## Opis formalny
Zgodnie z notacją Hamana, funkcja wyboru społecznego {\displaystyle w(\Re ,B)} spełnia kryterium IIA wtedy i tylko wtedy, gdy dla dwóch profili preferencji {\displaystyle \Re } i {\displaystyle \Re ',} relacji preferencji {\displaystyle R,} oraz dla dowolnego zbioru alternatyw {\displaystyle B\subseteq A}:
{\displaystyle [\forall (i\in N):xR_{i}y\equiv xR_{i}'y]\to [x\in w(\Re ,B)\land y\notin w(\Re ,B)\to y\notin w(\Re ',B)].}
To kryterium podobne do słabego aksjomatu ujawnionych preferencji (WARP) w postaci używanej w teorii wyboru społecznego. IIA dotyczy nieadekwatnych zmian indywidualnego poparcia, a WARP nieadekwatnych zmian puli rozważanych alternatyw, co ceteris paribus w obu przypadkach nie powinno wpływać na wyniki głosowania.